# Scytalopus schulenbergi
Scytalopus schulenbergi е вид птица от семейство Rhinocryptidae.

## Разпространение
Видът е разпространен в Боливия и Перу.